# Арундел (Квебек)
Арундел, Арундель или Арендель (фр. Arundel)— муниципалитет в Квебеке, Канада. Расположен в 18 км к югу от Мон-Трамблан.
Сегодня большая часть земли зарезервирована для сельскохозяйственного использования, несмотря на сильный рост населения в регионе. Большая часть Арундела граничит с рекой Руж.

## История
Первые поселенцы поселились в 1858 году, когда Уильям Стэнфорт построил там лесопильный завод.
«Арундел» происходит от названия небольшого английского городка в Западном Суссексе.
Арундел был заселен шотландскими и ирландскими иммигрантами в середине 19-го века, которые занимались фермерством в тёплое время года и заготовкой леса зимой.
В Арунделе прожил последние годы видный польский военачальник Казимеж Соснковский.

## Демография
| 1991 | 1996 | 2001 | 2006 | 2011 | 2016 | 2018 |
| ---- | ---- | ---- | ---- | ---- | ---- | ---- |
| 555  | 533  | 555  | 601  | 604  | 563  | 588  |